# ۶۶ (عدد)
۶۶ (عدد)

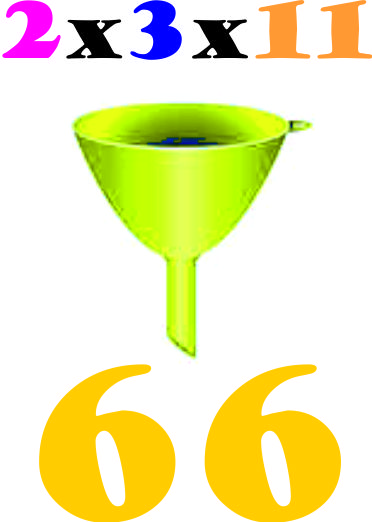
عکس عدد 66

۶۶(شصت و شش) یک عدد طبیعی است که بعد از ۶۵ و قبل از ۶۷ قرار دارد.
عدد 66 نیز در حروف ابجد نماد توحید و کلمه الله می باشد .